# Grusdynlav
Grusdynlav (Leimonis erratica) är en lavart som först beskrevs av Gustav Wilhelm Körber och som fick sitt nu gällande namn av Richard Clinton Harris och Lendemer. 
Leimonis erratica ingår i släktet Leimonis och familjen Pilocarpaceae. Inga underarter finns listade i Catalogue of Life.
I den svenska databasen Dyntaxa används istället namnet Micarea erratica för samma taxon. Arten är reproducerande i Sverige.